# Episodi di Star Wars: Visions (seconda stagione)
La seconda stagione, intitolata Volume 2, della serie animata Star Wars: Visions, composta da nove episodi, pubblicata sul servizio di streaming on demand Disney+ il 4 maggio 2023, lo Star Wars Day, in tutti i Paesi in cui il servizio è disponibile.
| nº | Titolo originale         | Titolo italiano               | Pubblicazione |
| -- | ------------------------ | ----------------------------- | ------------- |
| 1  | Sith                     | Sith                          | 4 maggio 2023 |
| 2  | Screecher's Reach        | La grotta dell'Urlante        | 4 maggio 2023 |
| 3  | In the Stars             | Tra le stelle                 | 4 maggio 2023 |
| 4  | I Am Your Mother         | Io sono tua madre             | 4 maggio 2023 |
| 5  | Journey to the Dark Head | Viaggio verso la Testa Oscura | 4 maggio 2023 |
| 6  | The Spy Dancer           | La ballerina spia             | 4 maggio 2023 |
| 7  | The Bandits of Golak     | I banditi di Golak            | 4 maggio 2023 |
| 8  | The Pit                  | La cava                       | 4 maggio 2023 |
| 9  | Aau's Song               | Il canto di Aau               | 4 maggio 2023 |

## Sith
- Titolo originale: Sith
- Diretto da: Rodrigo Blaas
- Scritto da: Rodrigo Blaas

### Trama
Lola, un'ex apprendista Sith, vive in solitudine con il suo droide E2 e cerca di finire un dipinto grazie all'utilizzo della Forza, ma non riesce a cancellare le macchie più scure che continuano a formarsi. Mentre indaga su un droide precipitato sul pianeta, all'improvviso riceve la visita del suo ex Maestro Sith che la insegue e la costringe a combattere contro di lui, mentre lui dice che lei sarà la nuova Maestra Sith. Lola si rende conto che deve accettare entrambe le metà, sia quella chiara che quella oscura, e sconfigge prontamente il Maestro Sith quando la sua spada laser a doppio taglio produce una lama gialla e una rossa e lui le dice "Ora sei tu il Maestro Sith" prima di diventare polvere. Ormai padrona del proprio destino, Lola che ora si fa chiamare semplicemente "la Maestra" termina il dipinto e lascia il pianeta.
- Studio: El Guiri
- Durata: 14 minuti
- Doppiatori (originale e italiano) e personaggio: Úrsula Corberó, in italiano da Eleonora Reti (Lola); Luis Tosar, in italiano da Francesco De Francesco (Maestro Sith)

## La grotta dell'Urlante
- Titolo originale: Screecher's Reach
- Diretto da: Paul Young
- Scritto da: Will Collins e Jason Tammemägi

### Trama
Stanca di vivere in una casa lavoro, Daal convince i suoi amici Baython, Quinn e Keena a partire con lei verso la grotta Urlante, così rubano alcuni speeder. Daal è motivata da un'insolita collana che porta con sé, mentre i suoi amici vogliono sapere se la leggenda del fantasma locale è vera. Trovano la grotta e si imbattono nel fantasma, che si rivela essere una Sith, mentre Daal ordina ai suoi amici di andarsene. Usando la Forza, Daal schiaccia il fantasma con un masso e poi la uccide con la sua spada laser. In seguito, la collana si rivela essere un comunicatore che richiama la Maestra Sith, la quale si congratula con Daal per il suo successo, ma le dice che deve lasciare i suoi amici. Mentre Daal se ne va a malincuore, guarda i suoi amici per l'ultima volta.
- Studio: Cartoon Saloon
- Durata: 13 minuti
- Doppiatori (originale e italiano) e personaggio: Eva Whittaker, in italiano da Francesca Mancin (Daal); Alex Connolly, in italiano da Federico Giuseppe Viola (Baython); Noah Rafferty, in italiano da Davide Doviziani (Quinn); Molly McCann, in italiano da Giulietta Rebeggiani (Keena), Anjelica Huston, in italiano da Nadia Perciabosco (Maestra Sith); Niamh Moyles (Fantasma)

## Tra le stelle
- Titolo originale: In the Stars
- Diretto da: Gabriel Osorio
- Scritto da: Gabriel Osorio

### Trama
Durante il regno dell'Impero, le due sorelle Koten e Tichina sono le ultime sopravvissute della loro specie dopo che l'Impero ha conquistato il loro pianeta e ha commesso un genocidio contro il loro popolo. La loro madre, una sensibile alla Forza, ha guidato una ribellione che fallì contro l'Impero, che aveva costruito una fabbrica che sottraeva la loro acqua; durante il conflitto che ne è seguito, la madre è stata uccisa, e la fabbrica ha causato gravi inquinamenti luminosi e idrico. Mentre Tichina è convinta che possano sconfiggere l'Impero usando la Forza, Koten, la sorella maggiore, e cinica delle due, si concentra unicamente sulla sopravvivenza di entrambe. Quando rimangono senza acqua, Koten è costretta a infiltrarsi di nascosto nella fabbrica per prendere acqua dai suoi purificatori. Tuttavia, Tichina la segue e viene scoperta da alcuni stormtrooper. Esposte, Koten e Tichina cercano di fuggire, ma Tichina decide di tornare indietro, determinata a distruggere il serbatoio principale dell'acqua con la Forza e, di conseguenza, la base. Viene catturata e quasi giustiziata, ma inaspettatamente Koten risveglia le sue stesse abilità nella Forza per salvare sua sorella. Insieme, distruggono la fabbrica allagando l'intero complesso. Mentre le sorelle si abbracciano felici, osservano come la vita stia tornando al pianeta e credono che la loro madre, che considerano una stella, le stia osservando amorevolmente dall'alto.
- Doppiatori (originale e italiano) e personaggio: Valentina Muhr, in italiano da Martina Felli (Koten); Julia Oviedo, in italiano da Bianca Demofonti (Tichina); Kate Dickie (Ufficiale)
- Durata: 16 minuti

- Studio: Punkrobot

## Io sono tua madre
- Titolo originale: I Am Your Mother
- Diretto da: Gabriel Osorio
- Scritto da: Magdalena Osinsaka, Holly Walsh, Barunka O'Shaughnessy

### Trama
- Studio: Aardman

## Viaggio verso la Testa Oscura
- Titolo originale: Journey to the Dark Head
- Diretto da: Hyeong Geun Park
- Scritto da: Chung Se Rang

### Trama
- Studio: Studio Mir

## La ballerina spia
- Titolo originale: The Spy Dancer
- Diretto da: Julien Chheng
- Scritto da: Julien Chheng

### Trama
- Studio: Studio La Cachette

## I banditi di Golak
- Titolo originale: The Bandits of Golak
- Diretto da: Ishan Shukla
- Scritto da: Ishan Shukla

### Trama
- Studio: 88 Pictures

## La cava
- Titolo originale: The Pit
- Diretto da: LeAndre Thomas e Justin Ridge
- Scritto da: LeAndre Thomas

### Trama
- Studio: D'Art Shtajio e Lucasfilm

## Il canto di Aau
- Titolo originale: Aau's Song
- Diretto da: Nadia Darries e Daniel Clarke
- Scritto da: Nadia Darries e Daniel Clarke

### Trama
- Studio: Triggerfish